# فارس بوصدرا
فارس بوصدرا (فرانسوی: Farès Bousdira‎؛ زادهٔ ۲۰ سپتامبر ۱۹۵۳) بازیکن سابق و مربی فوتبال اهل فرانسه است.
از باشگاه‌هایی که در آن بازی کرده‌است می‌توان به باشگاه فوتبال لانس، باشگاه فوتبال رن، باشگاه فوتبال آنژه، و باشگاه فوتبال نیس اشاره کرد.
وی همچنین در تیم ملی فوتبال فرانسه بازی کرده‌است.